# 黄山轨道交通
黄山轨道交通，又称黄山旅游轨道，是安徽省黄山市规划的轻轨系统。目前规划共涉及7条线路，其中4条是中心城镇群轨道，3条是旅游轨道，2020年，T1线正式列入安徽省实施长江三角洲区域一体化发展规划行动计划。同年4月，据南浔时报报道，该线正式列入长江三角洲地区交通运输更高质量一体化发展规划。

## 建设历程
2018年，黄山市人民政府批准了黄山轨道交通方案。
2019年，黄山市铁路投资有限公司和北京京投投资有限公司签约，双方合作共建黄山市域和旅游轨道交通等项目，主要有黄山轨道交通Y3线等。
2020年，T1线正式列入安徽省实施长江三角洲区域一体化发展实施规划。